# Dincolo de Orizont
Dincolo de Orizont  (titlu original: Beyond Skyline) este un film SF american din 2017 regizat de Liam O'Donnell. Rolurile principale au fost interpretate de actorii Frank Grillo, Bojana Novakovic, Iko Uwais, Callan Mulvey, Valentine Payen.   Este continuarea filmului Skyline din 2010 și este urmat de Skylines din 2020.

## Distribuție
- Frank Grillo[3] - Mark, a detective
- Bojana Novakovic - Audrey
- Iko Uwais - Sua, the leader of an underground human resistance[4]
- Callan Mulvey - Harper
- Yayan Ruhian[5] - The Chief
- Betty Gabriel - Sandra Jones
- Antonio Fargas - Sarge
- Pamelyn Chee - Kanya
- Samantha Jean - Elaine
- Valentine Payen - Rose
- Jacob Vargas - Garcia
- Jonny Weston - Trent[6]
- Joanne Baron - Regina
- Karen Glave - Carol
- Lindsey Morgan